# Sampha
Sampha, nom de scène de Sampha Lahai Sisay, né le 16 novembre 1988 dans le quartier de Morden (Londres, Angleterre), est un chanteur et producteur anglais. Découvert et connu pour ses participations vocales aux albums de très nombreux artistes, il reçoit en 2017 le Mercury Prize pour son premier album Process.

## Biographie

### Enfance et initiation musicale
Sampha est né à Morden, au sud de Londres, de parents sierra-léonais venus au Royaume-Uni, durant les années 1980. Il est le dernier d'une fratrie de 5 garçons, et son père leur ramène chaque semaine un CD d'horizons musicaux très variés. Il découvre la production musicale à l'adolescence, après que son frère aîné, Sanie, se soit construit un home studio improvisé.
Son enfance et son adolescence sont marquées par le décès de son père en 1998 à la suite d'un cancer du poumon, par le handicap de son frère à la suite d'une attaque cérébrale, et par le cancer de sa mère, déclaré en 2010, et dont elle meurt en 2015 après une période de rémission.

### Carrière
En 2007, Sampha est découvert par le producteur londonien, Kwes (en), grâce à son premier EP Sundanza qu'il a publié sous le nom de Kim Nova sur Myspace.
Kwes le présente aux musiciens Micachu, Ghostpoet, DELS et à la maison de production Young Turks, où Sampha signe en 2009 pour la distribution de ses deux premiers EP. Chez Young Turks, Sampha remix  Basic Space  au sein du label The xx et rencontre ses premiers collaborateurs : SBTRKT, Jessie Ware, Bullion et Lil Silva.
Progressivement, il renonce à son idée de se focaliser exclusivement sur la production, et accepte de s'engager dans le chant.
Il collabore fréquemment avec SBTRKT ; en 2011? il joue en concert du synthétiseur et chante dans des concerts avec lui tandis que SBTRKT joue de la batterie acoustique et électronique. Il assure la partie vocale de deux de ses albums.
Le chanteur de rap Drake, à qui le label a envoyé plusieurs beats en 2009, lui demande à pouvoir en utiliser un, et utilise en 2013 un de ses enregistrements pour Too much.
Par la suite, il multiplie les collaborations musicales en tant que chanteur ou producteur :  FKA Twigs (Number),  Jessie Ware (Valentine), Kanye West (The Life of Pablo), Solange ( A Seat at the Table), Frank Ocean (Endless), Beyoncé…
Ses interprétations vocales sont fortement influencées par la chanteuse malienne Oumou Sangaré,,  dont il orchestre un remix du titre  Minata Waraba en 2018, pour l'album collaboratif, Mogoya. La même année, il participe à plusieurs morceaux de l'album participatif  Everything Is Recorded, initié par le patron du label XL.
En 2017, son album Process se classe septième au Royaume-Uni. Il est aussi classé 7e parmi les 20 meilleurs albums de R&B de l'année par le magazine Rolling Stone. C'est un album introspectif, qui est marqué par les drames de son enfance. L'un des titres, (No One Knows Me) Like The Piano se rapproche du gospel.

## Récompenses et distinctions personnelles
- En 2017, Sampha a reçu le Mercury Prize pour son premier album Process[12].

## Discographie

### Albums studio
- 2017 : Process
- 2023 : Lahai

### EP
- 2010 : Sundanza
- 2013 : Dual